# 5424 Covington
5424 Covington este un asteroid din centura principală de asteroizi.

## Descriere
5424 Covington este un asteroid din centura principală de asteroizi. A fost descoperit pe 12 octombrie 1983 la Stația Anderson Mesa de Edward L. G. Bowell. El prezintă o orbită caracterizată de o semiaxă mare de 2,24 ua, o excentricitate de 0,04 și o înclinație de 3,2° în raport cu ecliptica.